# Nadi
För andra betydelser, se Nadi (olika betydelser).
Nadi är den tredje största orten i Fiji. Den ligger på västra sidan av huvudön Viti Levu och har en befolkning på 42 184, enligt 2007 års folkräkning. Nadis befolkning består främst av indier och fijianer. Tillsammans med sockerproduktionen är turism viktig för stadens ekonomi. Nadiregionen sägs vara den hotelltätaste regionen i Fiji.
Nadi är Fijis hinduistiska och muslimska centrum. Centrala Nadi definieras av Nadifloden och byn Viseisei på västra sidan, och templet Sri Siva Subraminiya på östra sidan. Det är det äldsta hinduiska templet på södra halvklotet, och är en pilgrimsplats. Det finns två moskéer i staden.
Nadi ligger nio kilometer från Fijis huvudsakliga internationella flygplats, och Nadi är därför den stad dit de flesta som flyger in till landet ser först. Detta trots att den ligger relativt långt ifrån huvudstaden Suva.
Staden är ett centrum för kommers och turism, och det är vanligt bland turister att ta färjor till Mamanucagruppen i väst. Staden är också nära till stränder på västkusten.

## Klimat
|                                            | Jan  | Feb  | Mar  | Apr  | Maj  | Jun  | Jul  | Aug  | Sep  | Okt  | Nov  | Dec  |
| ------------------------------------------ | ---- | ---- | ---- | ---- | ---- | ---- | ---- | ---- | ---- | ---- | ---- | ---- |
| Normaldygnets maximitemperaturs medelvärde | 31,6 | 31,5 | 31,1 | 30,7 | 29,7 | 29,2 | 28,5 | 28,7 | 29,4 | 30,2 | 30,9 | 31,4 |
| Normaldygnets minimitemperaturs medelvärde | 22,7 | 22,9 | 22,6 | 21,7 | 20,1 | 19,3 | 18,3 | 18,4 | 19,3 | 20,4 | 21,5 | 22,1 |
|                                            |      |      |      |      |      |      |      |      |      |      |      |      |
| Nederbörd                                  | 299  | 302  | 324  | 163  | 78   | 62   | 46   | 58   | 77   | 103  | 138  | 159  |

| Diagram | temperaturer i °C • månadsnederbörd i mm • Källa: WMO | temperaturer i °C • månadsnederbörd i mm • Källa: WMO | temperaturer i °C • månadsnederbörd i mm • Källa: WMO | temperaturer i °C • månadsnederbörd i mm • Källa: WMO | temperaturer i °C • månadsnederbörd i mm • Källa: WMO | temperaturer i °C • månadsnederbörd i mm • Källa: WMO | temperaturer i °C • månadsnederbörd i mm • Källa: WMO | temperaturer i °C • månadsnederbörd i mm • Källa: WMO | temperaturer i °C • månadsnederbörd i mm • Källa: WMO | temperaturer i °C • månadsnederbörd i mm • Källa: WMO | temperaturer i °C • månadsnederbörd i mm • Källa: WMO | temperaturer i °C • månadsnederbörd i mm • Källa: WMO |
|         | 299 32 23                                             | 302 32 23                                             | 324 31 23                                             | 163 31 22                                             | 78 30 20                                              | 62 29 19                                              | 46 29 18                                              | 58 29 18                                              | 77 29 19                                              | 103 30 20                                             | 138 31 22                                             | 159 31 22                                             |